# Alexander von und zu Liechtenstein

Wappen der fürstlichen Familie von und zu Liechtenstein

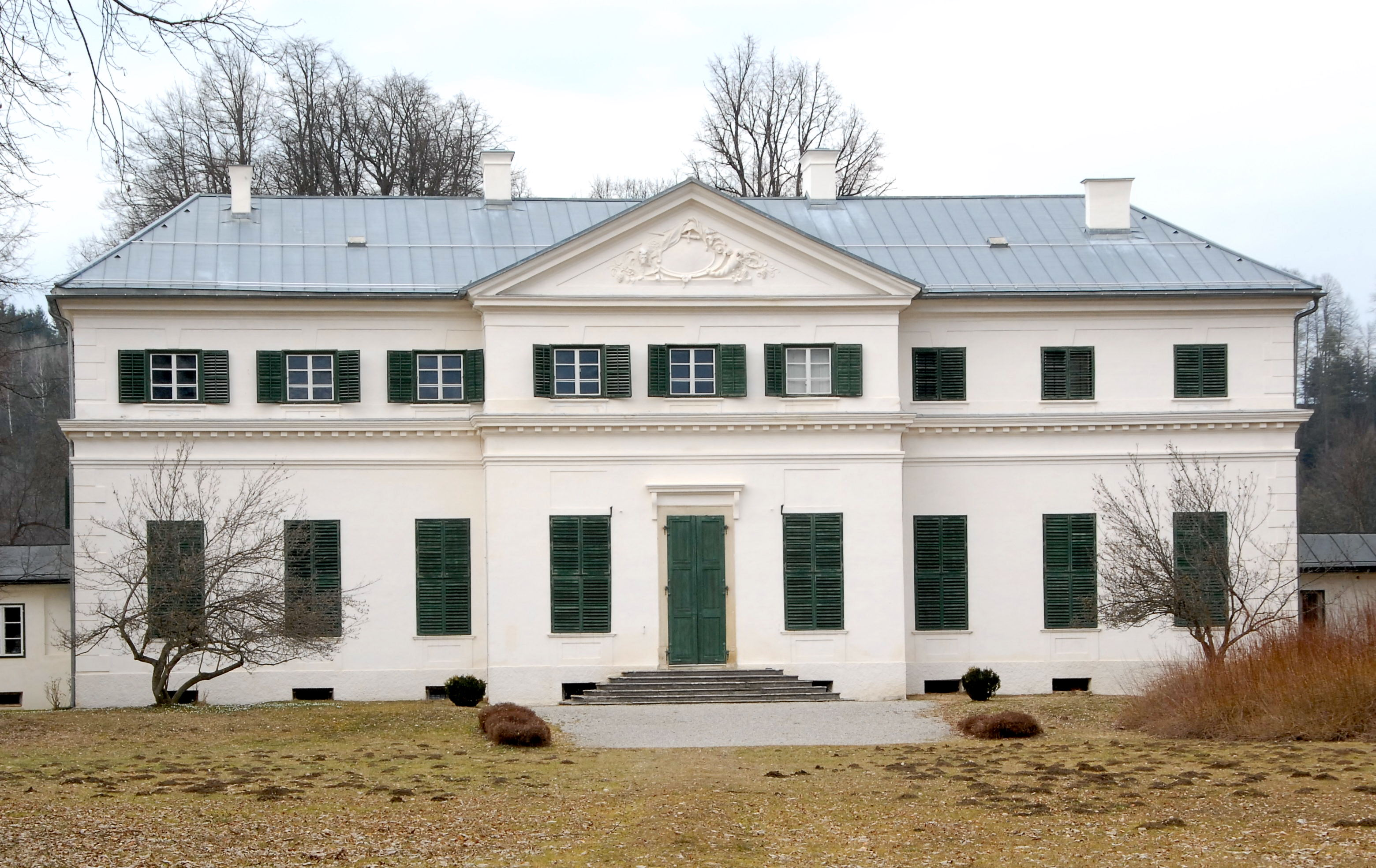
Schloss Rosegg

Prinz Alexander Friedrich Manfred Maria von und zu Liechtenstein, Graf zu Rietberg (* 14. Mai 1929 in Wien; † 16. März 2012 in Rosegg, Kärnten) war ein Mitglied des Hauses Liechtenstein, Unternehmer und Schlossherr.

## Leben
Prinz Alexander wurde 1929 als ältestes von drei Kindern des Prinzen Alfred von und zu Liechtenstein (1900–1972) – einem Nachfahren von Fürst Johann I. Josef – und dessen Gattin Polixena, geborene Gräfin von Collalto und San Salvatore (1905–1984) in Wien geboren. Am 7. Januar 1961 heiratete er in Bronnbach Josephine Prinzessin zu Löwenstein-Wertheim-Rosenberg (* 1937), eine Tochter von Karl Fürst zu Löwenstein-Wertheim-Rosenberg (1904–1990).
Alexander von und zu Liechtenstein betätigte sich als Unternehmer in der Forst- und Holzwirtschaft. Nach dem Tode seines Vaters siedelte er sich mit seiner Familie auf Schloss Rosegg, dem Stammsitz seiner Familienlinie, an,  reaktivierte bzw. sanierte es und machte es dem Tourismus zugänglich.
Aus der Ehe mit Prinzessin Josephine gingen drei Söhne hervor: Christian (* 1961), Arzt in Villach, sein Zwillingsbruder Stefan, Botschafter des Fürstentums Liechtensten, und Emanuel (* 1964), Betreiber des Tierparks Rosegg.
Prinz Alexander war ein Ehren- und Devotionsritter des Souveränen Malteser-Ritter-Ordens. Er wurde am 24. März 2012 auf dem Gemeindefriedhof von Rosegg beigesetzt.